# Сенатусконсульт
Сенатуско́нсульт (лат. senatus consultum, множ. число senatus consulta; сокращённо «SC») — сенатский декрет; формулированное мнение, принятое сенатом и носившее обязательный характер. Термин древнеримского государственного права; сенатусконсульт формулировался сенатом по докладу (лат. relatio, «отчёту») компетентного магистрата при отсутствии законного протеста — «интерцессии» (лат. intercessio).
Термин использовался также в XIX веке во Франции: в период Консульства, первой и второй Империи так называли акты, изменявшие или дополнявшие конституцию волей консула, императора и публиковавшиеся от имени сената.

## Обладатели права SC
Право «cum patribus agendi», то есть делать доклады (referre), опрашивать мнения (consulere), производить голосование (discessionem facere) и редактировать мнение большинства (Senatus consultum facere, perscribere) принадлежало:
- из числа чрезвычайных магистратов:
  - децемвирам, назначенным для писания законов (X viri legibus scribundis),
  - военным трибунам с консульской властью (tribuni militum consulari potestate),
  - диктатору,
  - начальнику конницы,
  - междуцарю (interrex),
  - начальнику города (praefectus urbi),
- а из числа очередных:
  - консулам,
  - преторам и,
  - с IV века — плебейским трибунам.

## Термины
В связи с участием, какое имели в проведении сенатусконсульта председательствующие магистраты и сенат, постановление сената называлось decretum, поскольку оно было магистратским актом, и consultum, поскольку оно было актом корпорации сенаторов (Моммзен, «Römicshes Staatsrecht», III, 994 стр.). В древнем периоде республики участие магистрата было преобладающим: он facit senatus-consultum. Позднее значение магистрата уменьшается, и остается лишь Senatus sententia, или Senatus-consultum, хотя термины decerno и decretum ещё не выходят из употребления, причем decernere становится равнозначащим censere. По Виллемсу, под senatus decretum подразумевается каждая статья доклада, подвергнутая голосованию отдельно.

## Значение SC
Сенатусконсульты не имели обязательности закона, хотя чем энергичнее и влиятельнее был докладчик и чем сильнее было влияние сената, тем большее значение принадлежало сенатусконсульту. По Моммзену, пока сенатское постановление было decretum в собственном смысле, оно не обязывало магистрата и его преемника и могло ограничиваться годом магистратуры докладчика.
При постепенном усилении роли сената сенатусконсульты приближались к понятию закона, а начиная с Августа приобрели полную силу законов (Gaius, I, 83—86).
Республиканские сенатусконсульты были, в сущности, административные распоряжения, и лишь изредка ими пользовались для изменения государственного права. Сенатусконсульт приобретал силу закона лишь в том случае, когда он посредством rogatio предлагался на утверждение народа. Бывали случаи, когда сенатусконсульты приобретали силу закона и без санкции комиций, но подобные узурпации сената вызывали протест со стороны законодательных органов антисенатской партии. Хотя исполнение сенатусконсульта юридически было не обязательно, однако фактически случаи неисполнения их бывали редки, так как пожизненная сенаторская власть легко могла сломить упорство годовой магистратуры.
Будучи правительственными распоряжениями, сенатусконсульты имели назначением охранять государство в религиозном отношении и отстаивать права и интересы государственной казны, публиканов, италийцев и провинциалов. Сенатусконсульт составлялся двумя способами: или через discessio в случае единодушия, или через опрос отдельных сенаторов в случае разногласия.

## Описание SC
Всякий сенатусконсульт состоял из вступления, изложения, сопровождавшегося кратким указанием мотивов (relatio), и постановления, начинавшегося формулой: d(e) e(a) r(e) i(ta) c (ensuere). Термин censuere повторялся после каждой статьи, которая подвергалась отдельному голосованию. Если предполагалось обратить сенатусконсульт в закон, то в конце добавлялись слова: ut de ea re ad populum ferretur.
В период республики заглавие сенатусконсульта определялось его содержанием (напр., Senatus consultum de Bacchanalibus, Senatus consultum de quis in urbe sepeliretur и др.); в императорскую эпоху Senatus consultum назывался по имени докладчика (напр. Senatus consultum Claudianum, Juventianum, Largianum, Libonianum и др.). Если сенатусконсульты были обращаемы к греческим общинам, то рядом с латинским текстом делался греческий перевод.

## Архивация и редактирование
Получивший окончательную редакцию сенатусконсульт передавался в государственный архив (aerarium Saturni), где под наблюдением квесторов переписывался в официальный журнал. С 449 г. было разрешено плебейским эдилам снимать официальные копии с сенатусконсульта для хранения в плебейских архивах.
Если трибун или высший магистрат налагал veto на доклад, то сенатусконсульт, хотя бы единогласный, не получал административной силы и назывался Senātus auctoritas; тем не менее, по общепринятому правилу, сенат делал распоряжение о его редактировании.

## Сохранившиеся SC
До нашего времени дошло несколько подлинных сенатусконсультов республиканского периода, в целом или фрагментарном виде. Из них известнейшие:
- а) на латинском языке:
  - фрагмент сенатусконсульта de Bacchanalibus (186 до н. э.), вырезанного на бронзовой дощечке и представлявшего выдержку из полного сенатусконсульта, официально сообщенную консулами магистратам Теуранской обл. в Бруттиях (фрагмент открыт в Калабрии в 1640 г., ныне хранится в Вене, издан в «Corpus Inscriptionum Lat.» Моммзена, № 196);
  - отрывок сенатусконсульта de Tiburtibus (159 до н. э.);
  - фрагмент сенатусконсульта de Asclepiade (87 г. до н. э.);
- б) на греческом языке:
  - сенатусконсульт de Delphis (198 г. до н. э.),
  - два сенатусконсульта de Thisbis (170 г. до н. э.),
  - сенатусконсульт de Prienensibus et Samiis (135 г. до н. э.);
- на греческом языке с латинским переводом:
  - сенатусконсульт de philosophis et rhetoribus (161 г. до н. э., сообщен Suet. Rhet. I: Gell. XV, 11),
  - de hastis Martiis (99 г. до н. э.),
  - de provinciis consularibus, три сенатусконсульта de Judaeis (139, 133 и 44 гг. до н. э.) и др.

## Особые SC
Кроме обыкновенных сенатусконсультов, были так называемые Senatus consulta tacita, постановленные при закрытых дверях, и Senatus consulta ultima, вотировавшиеся со времен Гракхов ввиду внутренних волнений или открытого мятежа.
Senatus consultum ultimum предоставлял магистратам (консулам, преторам, народным трибунам и пр.) особые полномочия, подобные полномочиям диктатора, и начинался формулой: Videant, dent operam consules (praetores и т. д.), ne quid respublica detrimenti capiat.

## В Римской империи
В императорскую эпоху интерцессия (вето) против сенатусконсультов, состоявшихся по докладу императора (Oratio principis), была невозможна. Редакция сенатусконсульта производилась так же, как и во времена республики, но при этом упоминалось ещё о числе присутствовавших сенаторов. Хранение сенатусконсультов поручалось сенатору квесторского ранга, назначавшемуся императором на неопределенное время и называвшемуся ab actia senatus.